# Tournissan
Tournissan là một xã của Pháp, nằm ở tỉnh Aude trong vùng Occitanie. Người dân địa phương trong tiếng Pháp gọi là Tournissanais.

## Hành chính
| Danh sách các xã trưởng                |           |                 |      |         |
| Giai đoạn                              | Giai đoạn | Tên             | Đảng | Tư cách |
|                                        |           | Louis Balmigere |      |         |
|                                        |           | Eugène Salvayre |      |         |
|                                        | 1982      | Albert Gimenez  |      |         |
| 1982                                   | 1989      | Daniel Martin   |      |         |
| 1989                                   | 2001      | Gilbert Vergnes |      |         |
| tháng 3 năm 2001                       |           | Michel Bailly   |      |         |
| Tất cả các dữ liệu trước đây không rõ. |           |                 |      |         |

## Thông tin nhân khẩu
| Năm | 1962 | 1968 | 1975 | 1982 | 1990 | 1999 |
| --- | ---- | ---- | ---- | ---- | ---- | ---- |
| Dân số | 329  | 319  | 259  | 219  | 209  | 215  |
| From the year 1968 on: No double counting—residents of multiple communes (e.g. students and military personnel) are counted only once. |      |      |      |      |      |      |